# Doritaenopsis
Doritaenopsis é um género botânico pertencente à família das orquídeas (Orchidaceae).